# To Survive
To Survive è il secondo album discografico in studio della cantautrice e polistrumentista statunitense Joan as Policewoman, pubblicato nel giugno 2008.

## Tracce
1. Honor Wishes (feat. David Sylvian)
2. Holiday
3. To Be Loved
4. To Be Lonely
5. Magpies
6. Start of My Heart
7. Hard White Wall
8. Furious
9. To Survive
10. To America (feat. Rufus Wainwright)